# Struthanthus subtilis
Struthanthus subtilis là một loài thực vật có hoa trong họ Loranthaceae. Loài này được Kuijt miêu tả khoa học đầu tiên năm 1987.